# رولز-رویس سیلور سرف
رولزرویس سیلور سرف (Rolls-Royce Silver Seraph) خودرویی است که در سال‌های ۱۹۹۸ تا ۲۰۰۲در انگلستان تولید شده‌است. است.

## نگارخانه

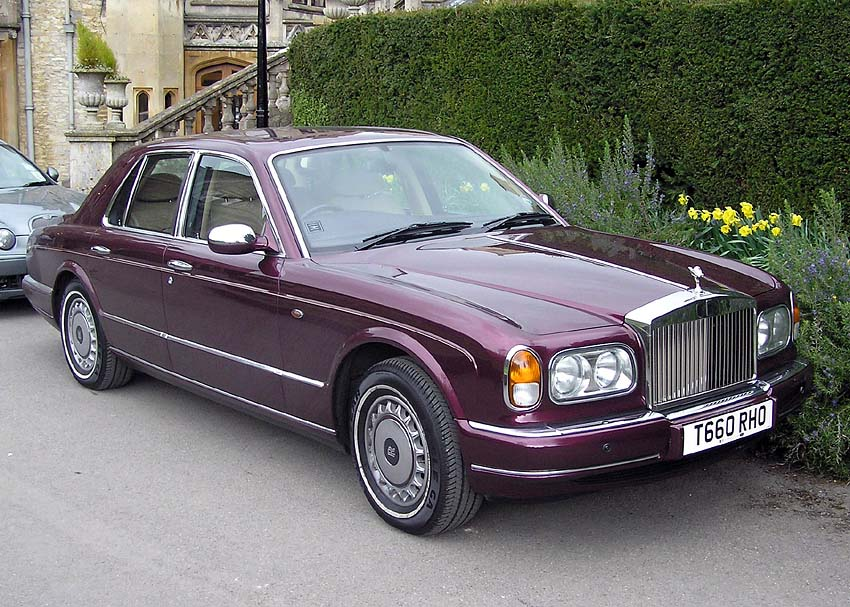
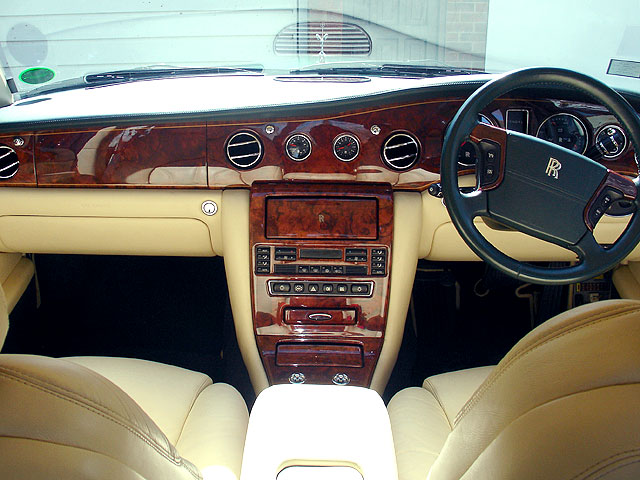
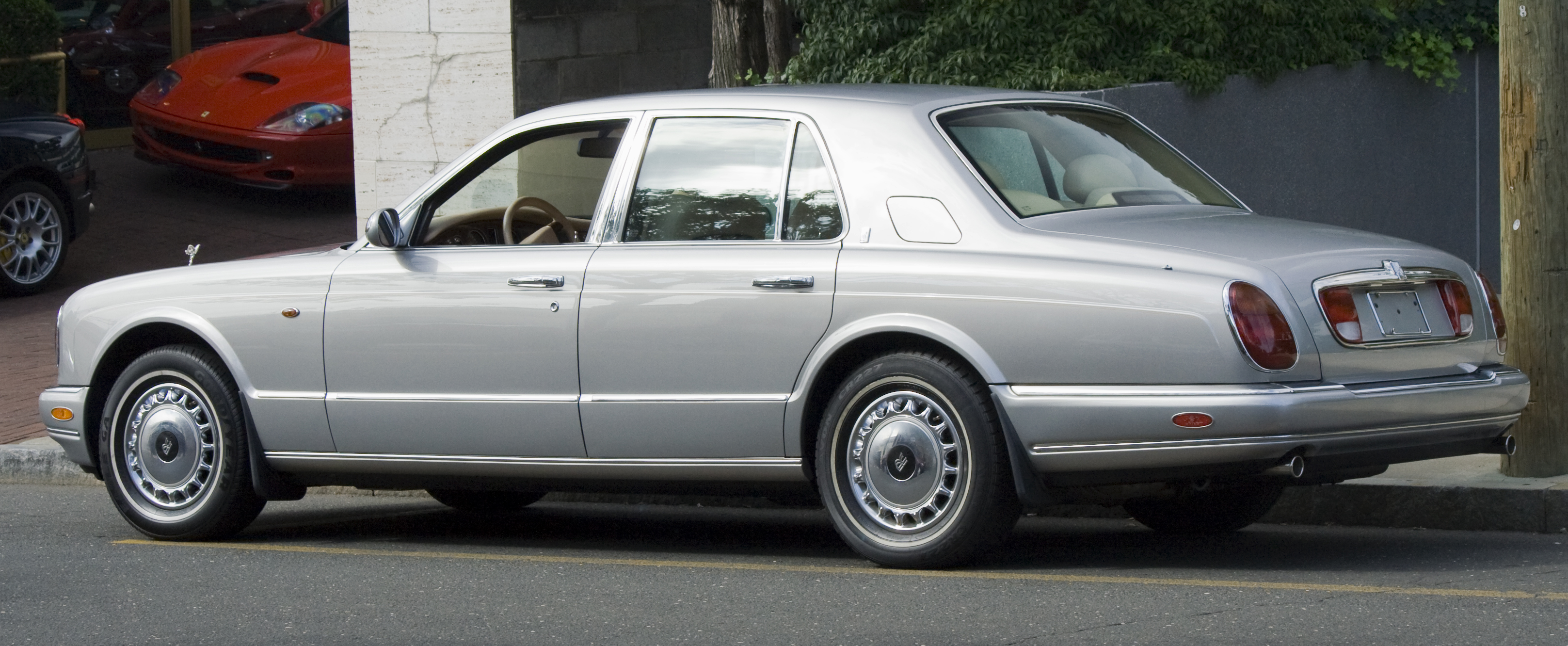